# Wojownik (serial telewizyjny)
Wojownik – amerykański serial telewizyjny (dramat akcji, sztuki walki) wyprodukowany przez Perfect Storm Entertainment oraz Bruce Lee Entertainment, który jest emitowany od 5 kwietnia 2019 roku przez Cinemax. W Polsce jest emitowany od 4 maja 2019 roku przez Cinemax Polska.

## Fabuła
Akcja serialu dzieje się 14 lat po wojnie secesyjnej w chińskiej dzielnicy San Francisco. Fabuła skupia się na Ah Sahmie, który przybył z Chin i wdaje się w zatargi z gangami z chińskiej dzielnicy.

## Obsada

### Główna
- Andrew Koji jako Ah Sahm[3]
- Olivia Cheng jako Ah Toy[3]
- Jason Tobin jako młody Jun[3]
- Dianne Doan jako Mai Ling[3]
- Kieran Bew jako oficer "Big Bill" O'Hara[3]
- Dean Jagger jako Dylan Leary[3]
- Joanna Vanderham jako Penelope Blake[3]
- Tom Weston-Jones jako Richard Lee[3]
- Hoon Lee jako Wang Chao[3]
- Langley Kirkwood jako Walter Buckley[3]
- Christian McKay jako Mayor Samuel Blake[3]
- Perry Yung jako ojcien Jun[3]
- Joe Taslim jako Li Yong
- Jenny Umbhau jako Lai
- Dustin Nguyen jako Zing
- Chen Tang jako Hong (sezon 2)
- Céline Buckens jako Sophie Mercer (sezon 2)
- Miranda Raison jako Nellie Davenport (sezon 2)

### Drugoplanowe
- Emily Child jakoLucy O'Hara
- Graham Hopkins jako Bryon Mercer
- Arthur Falko jako Twig
- Rich Ting jako Hop Wei Tong "Bolo"
- Brendan Sean Murray jako Jack Daimon
- Henry Yuk jako Long Zii
- Kenneth Fok jako Jacob
- Maria Elena Laas jako Rosalita Vega (sezon 2)

## Lista odcinków
| Sezon | Odcinki | Oryginalna emisja Cinemax | Oryginalna emisja Cinemax | Emisja w Polsce Cinemax Polska | Emisja w Polsce Cinemax Polska | Emisja w Polsce Cinemax Polska |
| Sezon | Odcinki | Premiera sezonu           | Finał sezonu              | Premiera sezonu                | Finał sezonu                   |                                |
| ----- | ------- | ------------------------- | ------------------------- | ------------------------------ | ------------------------------ | ------------------------------ |
| 1     | 10      | 5 kwietnia 2019           | 7 czerwca 2019            | 4 maja 2019                    | 6 lipca 2019                   |                                |
| 2     | 10      | 2 października 2020       | 4 grudnia 2020            |                                |                                |                                |

### Sezon 1 (2019)
| Nr | #  | Tytuł                              | Reżyseria        | Scenariusz                    | Premiera w Cinemax | Premiera w Cinemax Polska |
| -- | -- | ---------------------------------- | ---------------- | ----------------------------- | ------------------ | ------------------------- |
| 1  | 1  | The Itchy Onion                    | Assaf Bernstein  | Jonathan Tropper              | 5 kwietnia 2019    | 4 maja 2019               |
| 2  | 2  | There's No China in the Bible      | Loni Peristere   | Jonathan Tropper              | 12 kwietnia 2019   | 11 maja 2019              |
| 3  | 3  | John Chinaman                      | Loni Peristere   | Adam Targum                   | 19 kwietnia 2019   | 18 maja 2019              |
| 4  | 4  | The White Mountain                 | David Petrarca   | Kenneth Lin                   | 26 kwietnia 2019   | 25 maja 2019              |
| 5  | 5  | The Blood and the Sh*t             | Kevin Tancharoen | Kenneth Lin                   | 3 maja 2019        | 1 czerwca 2019            |
| 6  | 6  | Chewed Up, Spit Out and Stepped On | David Petrarca   | Evan Endicott & Josh Stoddard | 10 maja 2019       | 8 czerwca 2019            |
| 7  | 7  | The Tiger and the Fox              | Lin Oeding       | Brad Caleb Kane               | 17 maja 2019       | 15 czerwca 2019           |
| 8  | 8  | They Don't Pay Us Enough to Think  | Lin Oeding       | Evan Endicott & Josh Stoddard | 24 maja 2019       | 22 czerwca 2019           |
| 9  | 9  | Chinese Boxing                     | Loni Peristere   | Jonathan Tropper              | 31 maja 2019       | 29 czerwca 2019           |
| 10 | 10 | If You're Going to Bow, Bow Low    | Loni Peristere   | Jonathan Tropper              | 7 czerwca 2019     | 6 lipca 2019              |

## Produkcja
7 czerwca 2017 roku stacja Cinemax zamówiła pierwszy sezon serialu.
W październiku 2017 roku ogłoszono obsadę serialu, do której dołączyli: Andrew Koji, Olivia Cheng, Jason Tobin, Dianne Doan, Kieran Bew, Dean Jagger, Joanna Vanderham, Tom Weston-Jones, Hoon Lee, Langley Kirkwood, Christian McKay oraz Perry Yung.
Pod koniec kwietnia 2019 roku stacja Cinemax przedłużyła serial o drugi sezon.